# Laguna (tỉnh)
Laguna là một tỉnh của Philippines ở vùng CALABARZON ở đảo Luzon. Diện tích: 1759,7 km2, dân số 1.965.872 người. Tỉnh lỵ là Santa Cruz và tỉnh này tọa lạc tại Đông-Nam của Metro Manila, phía Nam của tỉnh Rizal, phía Tây Quezon, phía Bắc của Batangas và phía Đông của Cavite. Laguna hầu như bao quanh hoàn toàn Laguna de Bay, hồ lớn nhất quốc gia này. Tên của tỉnh này được đặt theo một từ của tiếng Tây Ban Nha là lago, có nghĩa hồ.